# 紗葉
紗葉（すずは、2000年4月26日 - ）は、大阪府出身の女優。オールウェーブ・アソシエツ所属。

## 人物
旧芸名は前田 紗葉。
身長161cm。
趣味は料理、カメラ。特技はピアノ、エレクトーン、水泳。
2022年、田中さくら監督の映画『夢見るペトロ』(主演)で第16回田辺・弁慶映画祭にて俳優賞受賞。
2023年、京都芸術大学(旧京都造形芸術大学)芸術学部映画学科俳優コース卒業。

## 出演作品

### テレビドラマ
- 大阪環状線 ひと駅ごとの愛物語（カンテレ）
  - Part2（2017年）
  - Part3（2018年）
- ひみつ×戦士 ファントミラージュ!（2019年 - 2020年、テレビ東京）
- 土曜ドラマ / みをつくし料理帖スペシャル 後編（2019年、NHK） - 新造 役
- DIVER-特殊潜入班-（2020年、カンテレ・フジテレビ）
- 連続テレビ小説 / おちょやん（2020年 - 2021年、NHK）
- 相棒 SEASON22 第8話（2023年、テレビ朝日） - 後藤真奈 役

### テレビ番組
- やすとものいたって真剣です（2021年、ABC）

### 映画
- 無限の住人（2017年、ワーナー・ブラザース映画）
- 短編映画「スカーフ」（2018年） - 中谷真広 役
- 花心 ファーシン（2023年） - ヒロイン：麗 役
- せかいのおきく（2023年）大店の娘 役
- 夢見るペトロ（2023年） - 主演：さゆり 役

### CM
- サントリー緑茶 伊右衛門「二二七年目の革新編」（2017年） - 町娘 役
- OPPO Reno A ティザー篇（2019年）

### MV
- Laxity 「E-BOO-NIGHT PARTY☆ROCK」（2017年） - ヒロイン

### 舞台
- 劇団山本屋「午前5時47分の時計台」（2017年）
- 夜明けの前がいちばん暗いの（2017年） - カリフ

### スチール
- 南海電鉄 100駅自慢 学文路駅（2016年） - メインモデル

### その他
- 「ファッションリーダーズ」本きもの松葉（2018年） - 振袖モデル